# Глен оф Имаал терьер
Глен оф Имаал терьер (англ. glen of imaal terrier) — порода собак, относящаяся к категории «Терьеры». Глен оф Имаал (ирл. Gleann Uí Mháil), отдаленная долина в западных горах Уиклоу в Ирландии. Собаки, составившие породу, выводились в горах Уиклоу как рабочие терьеры, специализирующиеся на травле барсуков и охоте на лис.

## История породы
Глен оф Имаал терьер происходит из долины Имаал в горном графстве Уиклоу, где использовался для охоты на барсука, а также работы на ферме. Некоторых собак использовали на кухнях, где их использовали как вертельных собак, собака бегала в колесе, которое переворачивало мясо на огне.
В 1934 году на собачьей выставке в Дублине честь Дня Святого Патрика порода Глен оф Имаал терьер была признана. В 1975 году порода была признана FCI. 

## Внешний вид
Глен оф Имаал терьера можно отнести к собакам среднего размера. Взрослый Глен оф Имаал терьер весит приблизительно 16 кг и достигает 35,5 см в холке. Породе свойственна жёсткая шерсть средней длины, как правило, пшеничного или голубоватого цвета. Возможен тигровый окрас или голубой с рыжим. Глаза прикрыты кустистыми бровями для защиты от травм и засорений при норной работе. Голова крупная. Ноги короткие, приземистые. Передние лапы немного развернуты в стороны. Задние конечности пропорциональны передним. Хвост посажен высоко, но несет его собака ниже линии спины не закладывая за спину.

## Темперамент
Глен оф Имаал терьер — обычно послушный. Агрессия иногда может быть вызвана провокациями. Сообщений о серьёзных травмах, причиненных представителями это породы, не зафиксировано. У Гленов хорошо развит охотничий инстинкт, поэтому существует опасность, что они могут принять мелких домашних животных за добычу (например, кошки, крысы, песчанки, и т. д.).

## Содержание и уход
Жесткая шерсть терьера не прихотлива в уходе, достаточно расчесывания несколько раз в неделю. Также несколько раз в год породу нужно тримминговать, то есть выщипывать отмершие волоски. Мыть породу часто не нужно.
Порода требует умеренных физических нагрузок. Из-за коротких лап не рекомендуется сильно нагружать питомца. Также не стоит давать щенкам много прыгать, спускаться по крутым лестницам, это может вызвать чрезмерную нагрузку на передние лапы и суставы.

## Здоровье
Очень выносливая и здоровая порода. У отдельных представителей породы могут встречаться прогрессирующая атрофия сетчатки глаза или некоторые проблемы с сердцем. Также у глен оф имаал терьеров встречается дисплазия тазобедренного сустава.